# Lista planetelor minore/178001–178100
Aceasta este Lista planetelor minore/178001–178100; pentru a naviga prin lista completă vezi Lista planetelor minore.
Pentru ale detalii vezi și Proiect:Astronomie sau Portal:Astronomie.
| Nume          | Denumire provizorie | Data descoperirii  | Locul descoperirii | Descoperitor(i)        |
| ------------- | ------------------- | ------------------ | ------------------ | ---------------------- |
| 178001 -      | 2006 QK120          | 29 august 2006     | Catalina           | CSS                    |
| 178002 -      | 2006 QR122          | 29 august 2006     | Catalina           | CSS                    |
| 178003 -      | 2006 QV125          | 16 august 2006     | Palomar            | NEAT                   |
| 178004 -      | 2006 QK127          | 16 august 2006     | Siding Spring      | SSS                    |
| 178005 -      | 2006 QD128          | 17 august 2006     | Palomar            | NEAT                   |
| 178006 -      | 2006 QH135          | 27 august 2006     | Anderson Mesa      | LONEOS                 |
| 178007 -      | 2006 QX136          | 16 august 2006     | Palomar            | NEAT                   |
| 178008 Picard | 2006 QQ137          | 30 august 2006     | Saint-Sulpice⁠(d)   | B. Christophe⁠(d)       |
| 178009 -      | 2006 QC146          | 18 august 2006     | Kitt Peak          | Spacewatch             |
| 178010 -      | 2006 QJ149          | 18 august 2006     | Kitt Peak          | Spacewatch             |
| 178011 -      | 2006 QC162          | 20 august 2006     | Kitt Peak          | Spacewatch             |
| 178012 -      | 2006 QY163          | 29 august 2006     | Catalina           | CSS                    |
| 178013 -      | 2006 QP166          | 29 august 2006     | Anderson Mesa      | LONEOS                 |
| 178014 -      | 2006 RG             | 1 septembrie 2006  | Ottmarsheim⁠(d)     | C. Rinner              |
| 178015 -      | 2006 RW3            | 12 septembrie 2006 | Catalina           | CSS                    |
| 178016 -      | 2006 RU6            | 14 septembrie 2006 | Catalina           | CSS                    |
| 178017 -      | 2006 RH8            | 12 septembrie 2006 | Catalina           | CSS                    |
| 178018 -      | 2006 RN8            | 12 septembrie 2006 | Catalina           | CSS                    |
| 178019 -      | 2006 RC9            | 12 septembrie 2006 | Catalina           | CSS                    |
| 178020 -      | 2006 RL16           | 14 septembrie 2006 | Palomar            | NEAT                   |
| 178021 -      | 2006 RX19           | 15 septembrie 2006 | Kitt Peak          | Spacewatch             |
| 178022 -      | 2006 RE22           | 15 septembrie 2006 | Palomar            | NEAT                   |
| 178023 -      | 2006 RZ26           | 14 septembrie 2006 | Catalina           | CSS                    |
| 178024 -      | 2006 RU30           | 15 septembrie 2006 | Kitt Peak          | Spacewatch             |
| 178025 -      | 2006 RN31           | 15 septembrie 2006 | Kitt Peak          | Spacewatch             |
| 178026 -      | 2006 RU34           | 13 septembrie 2006 | Palomar            | NEAT                   |
| 178027 -      | 2006 RF41           | 14 septembrie 2006 | Catalina           | CSS                    |
| 178028 -      | 2006 RO44           | 14 septembrie 2006 | Kitt Peak          | Spacewatch             |
| 178029 -      | 2006 RC48           | 14 septembrie 2006 | Catalina           | CSS                    |
| 178030 -      | 2006 RA50           | 14 septembrie 2006 | Kitt Peak          | Spacewatch             |
| 178031 -      | 2006 RG52           | 14 septembrie 2006 | Kitt Peak          | Spacewatch             |
| 178032 -      | 2006 RY52           | 14 septembrie 2006 | Kitt Peak          | Spacewatch             |
| 178033 -      | 2006 RR55           | 14 septembrie 2006 | Kitt Peak          | Spacewatch             |
| 178034 -      | 2006 RT57           | 15 septembrie 2006 | Kitt Peak          | Spacewatch             |
| 178035 -      | 2006 RG60           | 15 septembrie 2006 | Kitt Peak          | Spacewatch             |
| 178036 -      | 2006 RW63           | 15 septembrie 2006 | Catalina           | CSS                    |
| 178037 -      | 2006 RA66           | 14 septembrie 2006 | Kitt Peak          | Spacewatch             |
| 178038 -      | 2006 RH66           | 14 septembrie 2006 | Palomar            | NEAT                   |
| 178039 -      | 2006 RH68           | 15 septembrie 2006 | Kitt Peak          | Spacewatch             |
| 178040 -      | 2006 RY69           | 15 septembrie 2006 | Kitt Peak          | Spacewatch             |
| 178041 -      | 2006 RC75           | 15 septembrie 2006 | Kitt Peak          | Spacewatch             |
| 178042 -      | 2006 RV77           | 15 septembrie 2006 | Kitt Peak          | Spacewatch             |
| 178043 -      | 2006 RP91           | 15 septembrie 2006 | Kitt Peak          | Spacewatch             |
| 178044 -      | 2006 RT92           | 15 septembrie 2006 | Kitt Peak          | Spacewatch             |
| 178045 -      | 2006 RC93           | 15 septembrie 2006 | Kitt Peak          | Spacewatch             |
| 178046 -      | 2006 RA94           | 15 septembrie 2006 | Kitt Peak          | Spacewatch             |
| 178047 -      | 2006 RB95           | 15 septembrie 2006 | Kitt Peak          | Spacewatch             |
| 178048 -      | 2006 RA97           | 15 septembrie 2006 | Kitt Peak          | Spacewatch             |
| 178049 -      | 2006 RL99           | 14 septembrie 2006 | Kitt Peak          | Spacewatch             |
| 178050 -      | 2006 RB105          | 15 septembrie 2006 | Kitt Peak          | Spacewatch             |
| 178051 -      | 2006 SC5            | 16 septembrie 2006 | Palomar            | NEAT                   |
| 178052 -      | 2006 SY7            | 16 septembrie 2006 | Socorro            | LINEAR                 |
| 178053 -      | 2006 SV11           | 16 septembrie 2006 | Catalina           | CSS                    |
| 178054 -      | 2006 SM14           | 17 septembrie 2006 | Catalina           | CSS                    |
| 178055 -      | 2006 SU16           | 17 septembrie 2006 | Kitt Peak          | Spacewatch             |
| 178056 -      | 2006 SY23           | 18 septembrie 2006 | Anderson Mesa      | LONEOS                 |
| 178057 -      | 2006 SH26           | 16 septembrie 2006 | Catalina           | CSS                    |
| 178058 -      | 2006 ST29           | 17 septembrie 2006 | Kitt Peak          | Spacewatch             |
| 178059 -      | 2006 SJ32           | 17 septembrie 2006 | Kitt Peak          | Spacewatch             |
| 178060 -      | 2006 SN36           | 17 septembrie 2006 | Anderson Mesa      | LONEOS                 |
| 178061 -      | 2006 SR36           | 17 septembrie 2006 | Anderson Mesa      | LONEOS                 |
| 178062 -      | 2006 SN38           | 18 septembrie 2006 | Kitt Peak          | Spacewatch             |
| 178063 -      | 2006 SN42           | 18 septembrie 2006 | Anderson Mesa      | LONEOS                 |
| 178064 -      | 2006 SB62           | 18 septembrie 2006 | Catalina           | CSS                    |
| 178065 -      | 2006 SX63           | 20 septembrie 2006 | Palomar            | NEAT                   |
| 178066 -      | 2006 SF64           | 22 septembrie 2006 | RAS⁠(d)             | A. Lowe⁠(d)             |
| 178067 -      | 2006 SU71           | 19 septembrie 2006 | Kitt Peak          | Spacewatch             |
| 178068 -      | 2006 SY76           | 20 septembrie 2006 | Socorro            | LINEAR                 |
| 178069 -      | 2006 SN90           | 18 septembrie 2006 | Kitt Peak          | Spacewatch             |
| 178070 -      | 2006 SC92           | 18 septembrie 2006 | Kitt Peak          | Spacewatch             |
| 178071 -      | 2006 SA96           | 18 septembrie 2006 | Kitt Peak          | Spacewatch             |
| 178072 -      | 2006 SX97           | 18 septembrie 2006 | Kitt Peak          | Spacewatch             |
| 178073 -      | 2006 SH98           | 18 septembrie 2006 | Kitt Peak          | Spacewatch             |
| 178074 -      | 2006 SG104          | 19 septembrie 2006 | Kitt Peak          | Spacewatch             |
| 178075 -      | 2006 SE112          | 22 septembrie 2006 | Catalina           | CSS                    |
| 178076 -      | 2006 SV117          | 24 septembrie 2006 | Kitt Peak          | Spacewatch             |
| 178077 -      | 2006 ST127          | 24 septembrie 2006 | Anderson Mesa      | LONEOS                 |
| 178078 -      | 2006 SF131          | 25 septembrie 2006 | RAS⁠(d)             | A. Lowe⁠(d)             |
| 178079 -      | 2006 SJ131          | 25 septembrie 2006 | Desert Moon⁠(d)     | B. L. Stevens          |
| 178080 -      | 2006 SL152          | 19 septembrie 2006 | Kitt Peak          | Spacewatch             |
| 178081 -      | 2006 SM157          | 23 septembrie 2006 | Kitt Peak          | Spacewatch             |
| 178082 -      | 2006 SG160          | 23 septembrie 2006 | Kitt Peak          | Spacewatch             |
| 178083 -      | 2006 SR168          | 25 septembrie 2006 | Kitt Peak          | Spacewatch             |
| 178084 -      | 2006 SP170          | 25 septembrie 2006 | Kitt Peak          | Spacewatch             |
| 178085 -      | 2006 ST178          | 25 septembrie 2006 | Mount Lemmon       | Mount Lemmon Survey⁠(d) |
| 178086 -      | 2006 SZ192          | 26 septembrie 2006 | Mount Lemmon       | Mount Lemmon Survey    |
| 178087 -      | 2006 SY196          | 26 septembrie 2006 | Catalina           | CSS                    |
| 178088 -      | 2006 SY197          | 27 septembrie 2006 | Jarnac⁠(d)          | Jarnac⁠(d)              |
| 178089 -      | 2006 SY199          | 24 septembrie 2006 | Kitt Peak          | Spacewatch             |
| 178090 -      | 2006 SO212          | 26 septembrie 2006 | Kitt Peak          | Spacewatch             |
| 178091 -      | 2006 SB213          | 26 septembrie 2006 | Catalina           | CSS                    |
| 178092 -      | 2006 SD213          | 26 septembrie 2006 | Catalina           | CSS                    |
| 178093 -      | 2006 SP214          | 27 septembrie 2006 | Kitt Peak          | Spacewatch             |
| 178094 -      | 2006 SS218          | 29 septembrie 2006 | Kitami⁠(d)          | K. Endate              |
| 178095 -      | 2006 SD221          | 25 septembrie 2006 | Mount Lemmon       | Mount Lemmon Survey⁠(d) |
| 178096 -      | 2006 SY227          | 26 septembrie 2006 | Kitt Peak          | Spacewatch             |
| 178097 -      | 2006 SL230          | 26 septembrie 2006 | Socorro            | LINEAR                 |
| 178098 -      | 2006 SK231          | 26 septembrie 2006 | Kitt Peak          | Spacewatch             |
| 178099 -      | 2006 SZ235          | 26 septembrie 2006 | Socorro            | LINEAR                 |
| 178100 -      | 2006 SP251          | 26 septembrie 2006 | Kitt Peak          | Spacewatch             |